# Pita Pit
«Pita Pit» — крупная канадская сеть кафе общественного питания, специализирующихся на блюдах из питы.
Первый ресторан был открыт в 1995 году недалеко от Королевского университета в Кингстоне, Онтарио. В 1997 году сеть начала расширяться в Канаде, а в 1999 она вышла на международный уровень в Соединённых Штатах. Pita Pit в настоящее время открыла более 500 ресторанов в общей сложности в 11 странах мира. Кроме Канады и США, рестораны открыты в Великобритании, Франции, Бразилии, Панаме, Тринидаде и Тобаго, Новой Зеландии, Австралии, Южной Корее и Индии.